# Страхиња
Страхиња је српско мушко лично име. Према „Речнику личних имена код Срба” име Страхиња је изведено од коријена страх + иња.